# Alice Dubois
Alice Dubois (* 20. April 1970 in Levallois-Perret) ist eine ehemalige französische Judoka. Sie war Europameisterin 1993 und 1995.

## Sportliche Karriere
Die 1,70 m große Alice Dubois kämpfte im Mittelgewicht, der Gewichtsklasse bis 66 Kilogramm. Von 1991 bis 1995 gewann sie in dieser Gewichtsklasse fünf französische Meistertitel.
1991 erreichte sie das Finale beim Tournoi de Paris und verlor dann gegen die Kubanerin Odalis Revé. Im Jahr darauf war sie Zweite beim World-Masters-Turnier in München. Bei den Europameisterschaften 1992 unterlag sie im Viertelfinale der Italienerin Emanuela Pierantozzi. In der Hoffnungsrunde gewann sie zwei Kämpfe, den Kampf um Bronze verlor sie gegen die Russin Jelena Kotelnikowa. 1993 erreichte sie wie 1991 das Finale beim Weltcup-Turnier in Paris und verlor erneut gegen Odalis Revé. Zweieinhalb Monate später bezwang sie im Halbfinale der Europameisterschaften in Athen Emanuela Pierantozzi, im Finale siegte sie über die Britin Chloe Cowen. Bei den Weltmeisterschaften 1993 in Hamilton unterlag Dubois im Viertelfinale Liliko Ogasawara aus den Vereinigten Staaten und schied dann in der Trostrunde gegen die Niederländerin Claudia Zwiers aus.
Anfang 1994 verlor Alice Dubois zum dritten Mal im Finale des Tournoi de Paris gegen Odalis Revé. Ein Jahr später siegte sie im Halbfinale über Revé, verlor dann aber im Finale gegen die Südkoreanerin Cho Min-sun. Bei den Europameisterschaften 1995 in Birmingham besiegte sie im Halbfinale die Portugiesin Catarina Rodrigues und im Finale Emanuela Pierantozzi. Bei den Weltmeisterschaften 1995 in Chiba verlor Dubois im Achtelfinale gegen Cho Min-sun. Mit drei Siegen in der Hoffnungsrunde erreichte sie den Kampf um Bronze, in dem sie dann der Polin Aneta Szczepańska unterlag. Ende 1995 verlor sie im Finale des Fukuoka Cup gegen Claudia Zwiers. 1996 schied Dubois bei den Europameisterschaften in Den Haag in ihrem Auftaktkampf gegen die Slowakin Jana Závacká aus. Zum Abschluss ihrer Karriere nahm Alice Dubois an den Olympischen Spielen in Atlanta teil und bezwang in ihrem Auftaktkampf Odalis Revé. Nach ihrem Viertelfinalsieg über Mariela Spacek aus Österreich verlor sie im Halbfinale gegen Aneta Szczepańska. Im Kampf um eine olympische Bronzemedaille unterlag sie der Chinesin Wang Xianbo.